# Gaverbeek

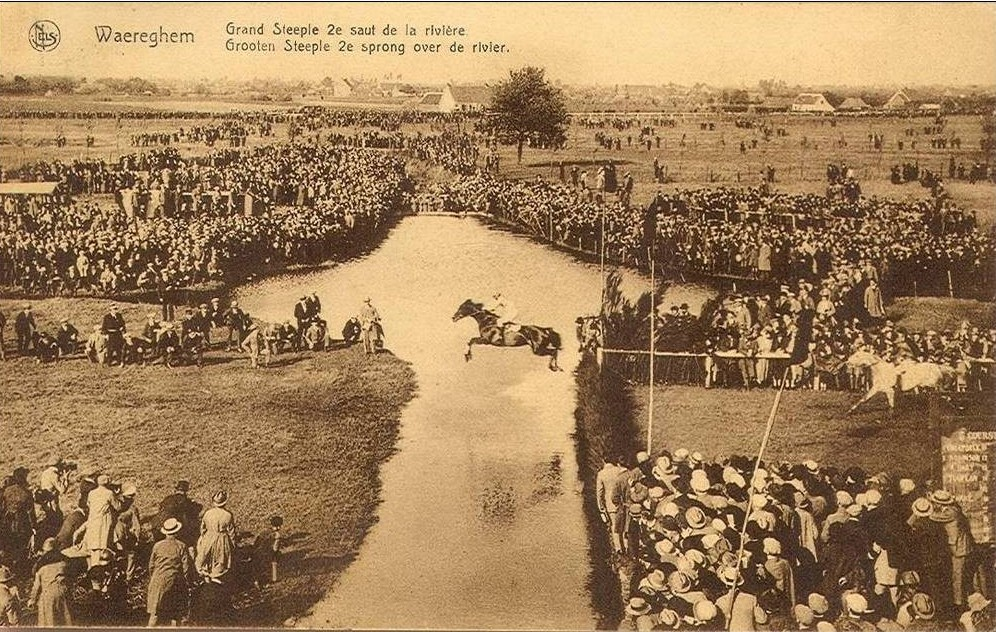
Postkaart anno 1920 van de Gaverbeek

Gaverbeek is een beek in België, die over het grondgebied van de West-Vlaamse gemeenten Waregem, Deerlijk en Harelbeke loopt. Verschillende beken monden uit in de Gaverbeek: dit zijn o.m. in Waregem de Biesgrachtbeek en de Maalbeek en in Deerlijk de Slijpbeek en de Kasselrijbeek. Via de Keibeek mondt de Gaverbeek in Waregem zelf uit in de Leie.
Een oude tak van de Gaverbeek is bekend van de jaarlijkse paardenwedrennen Waregem Koerse. Na het springen over een heg, vielen veel paarden en/of ruiters omdat de paarden op de rand van de beek struikelden. Vaak waren de verwondingen zo ernstig, dat de dieren moesten afgemaakt worden. Onder meer door toedoen van dierenrechtenorganisatie GAIA werd het profiel van de beek gewijzigd. De naam "aan de Gaverbeek" wordt ook gebruikt voor het thuisterrein van voetbalclub SV Zulte Waregem, vroeger KSV Waregem, de Elindus arena.